# 규암초등학교
규암초등학교는 대한민국 충청남도 부여군 규암면 반산리에 있는 공립 초등학교이다.

## 학교 연혁
| 1931년 | 12월 15일 | 규암공립보통학교(4년제) 개교                   |
| 1938년 | 4월 1일   | 규암금천공립심상소학교(6년제)로 개칭           |
| 1941년 | 4월 1일   | 규암금천공립국민학교로 개칭                    |
| 1947년 | 4월 1일   | 규암국민학교로 개칭                            |
| 1949년 | 7월 31일  | 백강국민학교(신리분교장) 분리                  |
| 1957년 | 3월 1일   | 합송국민학교(합송분교장) 분리                  |
| 1982년 | 3월 9일   | 병설유치원 개원                                |
| 1996년 | 3월 1일   | 규암초등학교로 개칭                            |
| 2016년 | 2월 19일  | 제83회 졸업식(졸업생 70명)                     |
| 2016년 | 3월 2일   | 22학급 편성(특수 2학급), 병설유치원 3학급 편성 |
| 2017년 | 3월 2일   | 22학급 편성(특수 2학급), 병설유치원 3학급 편성 |
| 2018년 | 2월 9일   | 제85회 졸업식(졸업생 12,411명)                 |
| 2018년 | 3월 1일   | 22학급 편성(특수 2학급), 병설유치원 3학급 편성 |

## 참고 자료
- 규암초등학교 - 한국교육학술정보원 학교알리미